# Max Havelaar Fonden
|  | For andre betydninger af Max Havelaar, se Max Havelaar. |
Max Havelaar Fonden el. Max Havelaar (der også betegnes Fairtrade/Max Havelaar eller Fairtradeordningen) er en international certificering og et garantimærke for bæredygtig og etisk handel.
Den første Max Havelaar Fond blev stiftet i Holland i 1988 under navnet Stichting Max Havelaar, og den danske organisation blev stiftet i 1994. I dag er fondens aktiviteter udbredt til 21 forbrugerlande, og antallet af produkter er øget tilsvarende. Oprindelig omfattede mærkningen udelukkende kaffe og senere te, men sortimentet er i dag øget til et bredt sortiment, der omfatter bl.a. bananer, blomster, chokolade, fodbolde, kakao, honning, juice, quinoa, ris og rørsukker. I tilæg til dette blev Fairphone den første mobiltelefon der fik mærket i 2015, det gælder dog ikke hele telefonen, men alene det guld der sidder på printpladerne.
Det oprindelige elefantmærke blev i 2003 udskiftet med et abstrakt “fairtrade”-logo samtidig med at ordningen gradvis indledte en ændring af navn til Fairtradeordningen.
Garantimærket garanterer, at de mærkede produkter er produceret etisk forsvarligt, samt at de involverede småproducenter og plantagearbejdere i de udviklingslande, hvor varerne er produceret, arbejder under forsvarlige arbejdsforhold og at handelen foregår under tilsvarende forsvarlige handelsbetingelser. De virksomheder, som køber råvarer og færdige produkter fra producenter i udviklingslandene, der er godkendt af Max Havelaar, kan anvende garantimærket på deres produkter. De krav, som skal opfyldes er afhængig af varetype, men de omfatter blandt andet arbejdsforhold, demokrati på arbejdspladsen, handelsforhold og pris.
Som det første certificeringssystem inden for Fairtrade og bæredygtig handel er Max Havelaars certificeringsorgan FLO-CERT i november 2007 blevet ISO 65 anerkendt. ISO 65 er en international certificeringsnorm, som garanterer, at at certificering af et produkt lever op til de angivne standarder.

## Eksterne links
- fairtradedanmark.dk